# بثار
البثار (بالإنجليزية: Pustulosis)‏ هي حالة جلدية التهابية شديدة نتنج عن ظهور بثور.
يحدث الثار عادة في راحة اليدين وأخمص القدمين. يتقشر الجلد في هذه المناطق.
تسمى هذه الحالة أيضا "بالبثار الراحي الأخمصي"، وهو صفة مميزة للصدفية البثرية.